# Пику (сыр)
Пику — португальский мягкий сыр из коровьего молока с одноименного острова, входящего в состав Асориша. Он был сертифицирован как «защищенное наименование места происхождения» (PDO) в соответствии с законами Европейского союза 18 июня 1998 года.

## История
Достоверно неизвестно, когда впервые был изготовлен этот сыр. Согласно показаниям местных жителей, сыр уже производился в конце XVIII века. Первые же письменные его упоминания относятся к 1867 и 1877 гг.

## Производство и характеристика
Во время производства сыра сырое коровье молоко доводят до коагуляции с добавлением сычужного фермента при 26—27°C около 45—60 минут, затем дают стечь сыворотке в течение 5 минут. Получившуюся массу формуют, солят, отправляют на сушку, пропаривание и созревание при температуре 15°C и влажности 80—85 %. Головка сыра имеет диаметр 16—17 см, высоту около 2—3 см, массу — 650—800 граммов. Около 72 % сыра изготавливается во 2-м и 3-м кварталах года. Всего сыр производят примерно 15—20 компаний в объеме около 100 тонн в год.